# Bruinisse
Bruinisse (Zeeuws: Brunisse of kortweg Bru) is een dorp in het uiterste oosten van de gemeente Schouwen-Duiveland, in de Nederlandse provincie Zeeland. Op 1 januari 2023 had de kern 3.790 inwoners.
Het dorp is bekend als een vissers- en landbouwgemeenschap en is ontstaan toen hertog Philips de Goede van Bourgondië in 1452 opdracht gaf om de schorren te bedijken. In dit dorp wonen relatief veel jonge kinderen. De kern van het dorp is ringvormig. Sinds de aanleg van de Grevelingendam naar Goeree-Overflakkee ligt het dorp aan de rijksweg 59, die aansluiting heeft op de A29 richting Rotterdam.

## Geschiedenis

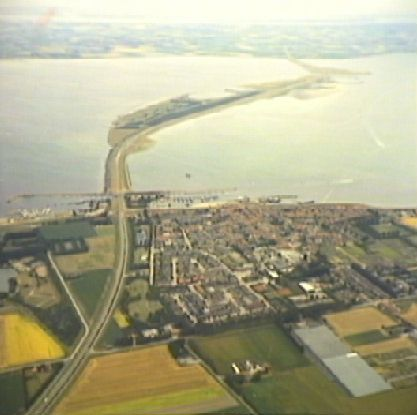
Bruinisse (foto: Rijkswaterstaat)

De schorren aan de oostpunt van Duiveland werden in 1468 bedijkt. Het op die plek gestichte dorp werd aanvankelijk Oost-Duiveland genoemd, maar uiteindelijk kreeg de oudere naam Bruinisse de overhand. In deze naam is "nisse" een ander woord voor landtong, "bruin" is waarschijnlijk afgeleid van een persoonsnaam, maar kan ook verwijzen naar de bruine kleur van de schorren.
Op 5 januari 1945 werd Bruinisse vanaf Sint Philipsland gebombardeerd door de geallieerden. Hierbij gingen tientallen woningen en onder andere de kerk uit 1467, eertijds gewijd aan Jakobus de Mindere, en korenmolen De Zwaluw uit 1866 verloren. Molen Het Hert uit 1772 was wegens de strategische ligging in 1943 op last van de Duitsers al afgebroken. In 1952 werd een nieuwe kerk in gebruik genomen.
Bruinisse was een zelfstandige gemeente tot 1997 toen de zes gemeenten op Schouwen-Duiveland werden samengevoegd tot de gemeente Schouwen-Duiveland.

## Vlag
De vlag is gebaseerd op de kleuren uit het wapen. Het bevat aan de linkerzijde de zwart witte geren, rechts staat het hert in een wit vlak, geplaatst boven een groen vlak. De vlag werd op 20 januari 1967 vastgesteld door de gemeenteraad.

## Mosselkweek
Van oudsher is de mosselkweek een belangrijke bron van inkomsten. Sinds de sluiting van het Brouwershavense Gat in 1971 wordt het mosselzaad in de Waddenzee verzameld. Jaarlijks wordt in juli de opening van het mosselseizoen gevierd met de drie dagen durende Visserijdagen, die jaarlijks tienduizenden bezoekers trekken. Wie voorafgaand aan de Visserijdagen tot Miss Visserij wordt gekroond is altijd een goed bewaard geheim. Op de dijk bij de Vissershaven staat een beeld van een geopende mossel. Ter gelegenheid van het 550-jarig bestaan van het dorp werd in september 2018 een mosselmaaltijd georganiseerd aan de haven, waarbij aan de 'langste mosseltafel ter wereld' 732 mensen mosselen aten.
De twee musea van Bruinisse zijn gewijd aan de mosselkweek. Het Visserijmuseum brengt heden en verleden van de schelpdierencultuur in beeld, de Oudheidskamer is een als 18e-eeuwse visserswoning ingericht monumentenpand. In 1998 zijn beide opgegaan in het nieuw opgerichte museum Brusea.

## Havens
Ten behoeve van de vissersboten is er aan de Krammer de Vissershaven en een reparatiehaven met de naam Reparatiehaven. Aan het Zijpe is er de Vluchthaven Zijpe, bedoeld voor binnenschepen en vissersboten. Daarnaast de voormalige veerhaven van het vroegere veer Anna-Jacobapolder – Zijpe.

## Verkeer
Bruinisse ligt aan de N59 die aansluit op de A29 tussen Rotterdam en Bergen op Zoom. Tot 2005 was de brug over de Grevelingensluis in Bruinisse een berucht punt in de N59. Vooral in de zomermaanden liep de wachttijd daar snel op. In 2005 werd een tweede brug met bypass over de sluis gelegd, waardoor het verkeer continu kan doorstromen. Per bus is het dorp goed bereikbaar met diverse lijnen vanuit Zierikzee, Goes en Rotterdam. 's Ochtends en 's middags zijn er directe busverbindingen met Goes en Middelharnis, waar veel jongeren uit Bruinisse middelbaar onderwijs volgen.

## Recreatie

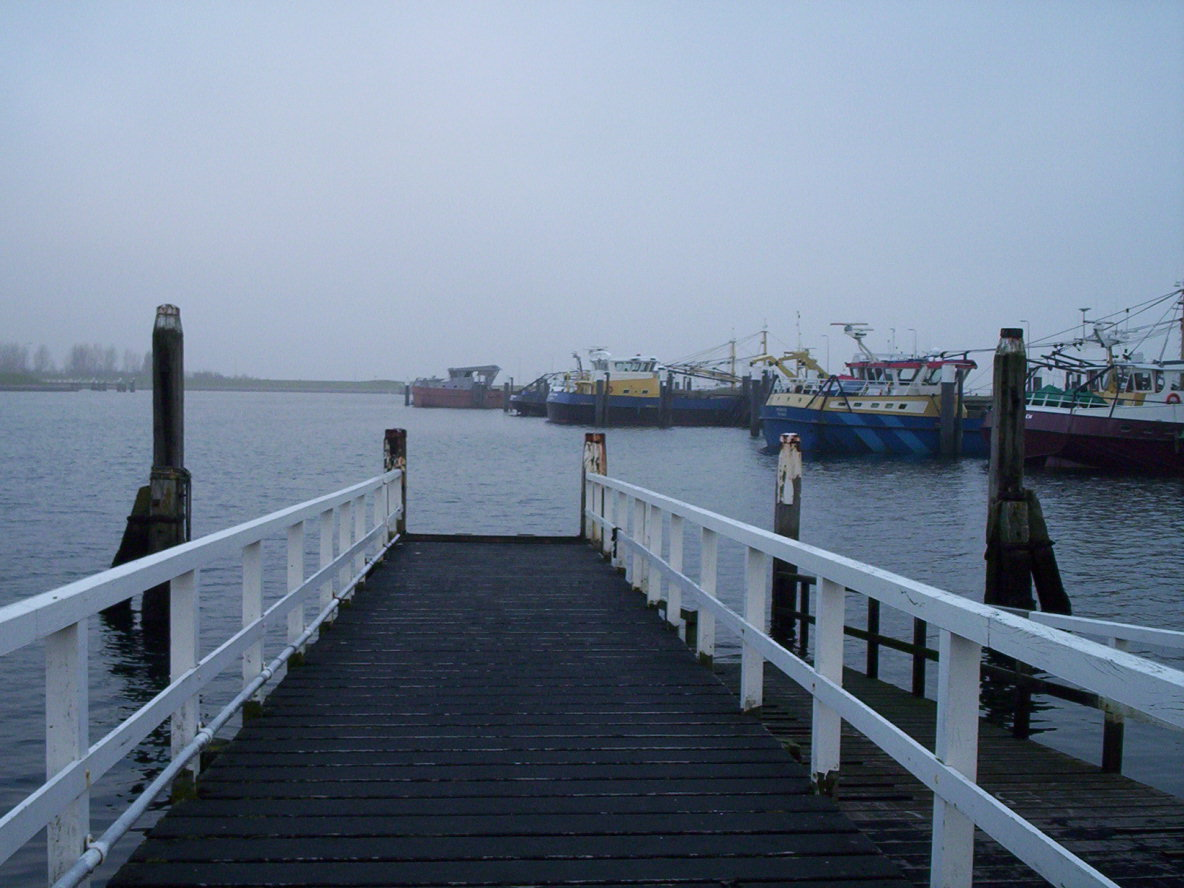
De nieuwe haven van Bruinisse.

De recreatieve sector is in Bruinisse, door zijn gunstige ligging aan het water en de vele mogelijkheden voor watersport sterk vertegenwoordigd.
Ten westen van de N59 ontstond vakantiepark Aquadelta. Het park biedt onder meer ruimte aan diverse horecagelegenheden en sportfaciliteiten zoals een zwembad en tennisbanen. Net ten noorden van het park ligt een van Nederlands grootste en modernste jachthavens. Daarnaast, bij de sluis, ligt de jachthaven van Watersportvereniging Bru. Aan de Oudendijk ligt de moderne 18-holes golfbaan van Golfclub Grevelingenhout. Aan de oostkant van Bruinisse ligt jeugdherberg De Stoofpolder, die zich met name richt op groepsaccommodatie.

## Sport
Bruinisse kent verschillende sportverenigingen. Het eerste elftal van voetbalvereniging Bruse Boys speelt de laatste jaren afwisselend in de eerste of tweede klasse op zaterdag. Volleybalvereniging Kwiek fuseerde in 2007 met Mevo '80 uit Zierikzee tot de nieuwe vereniging Forza Schouwen-Duiveland. Verder zijn er onder meer een tennisvereniging, een touwtrekvereniging, een sloeproeivereniging en een zeilvereniging.

## Geboren in Bruinisse
- Jan Krijger (1874-1951), politicus (CHU/VCH)
- Dingeman van den Berg (1894-1964), politicus (ARP)
- Han B. Aalberse (1917-1983), uitgever, romanschrijver en vertaler
- Jacob de Jonge (1935-2002), politicus (SGP)
- Cees van Liere (1948), politicus (VVD)
- Hugo de Jonge (1977), politicus (CDA)
- Cees van den Bos (1980), politicus (SGP)

## Zie ook

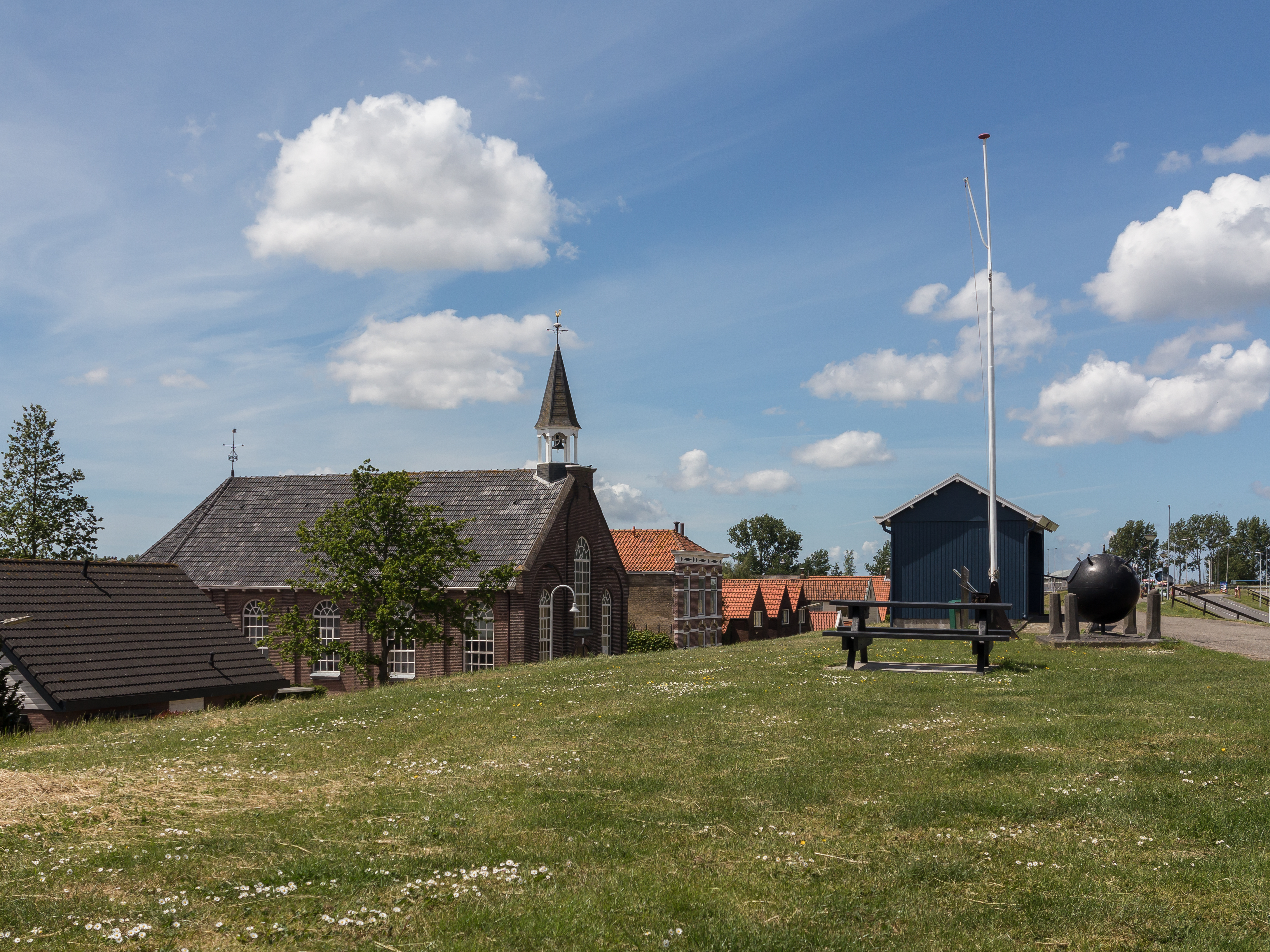
Gereformeerde kerk in straatzicht
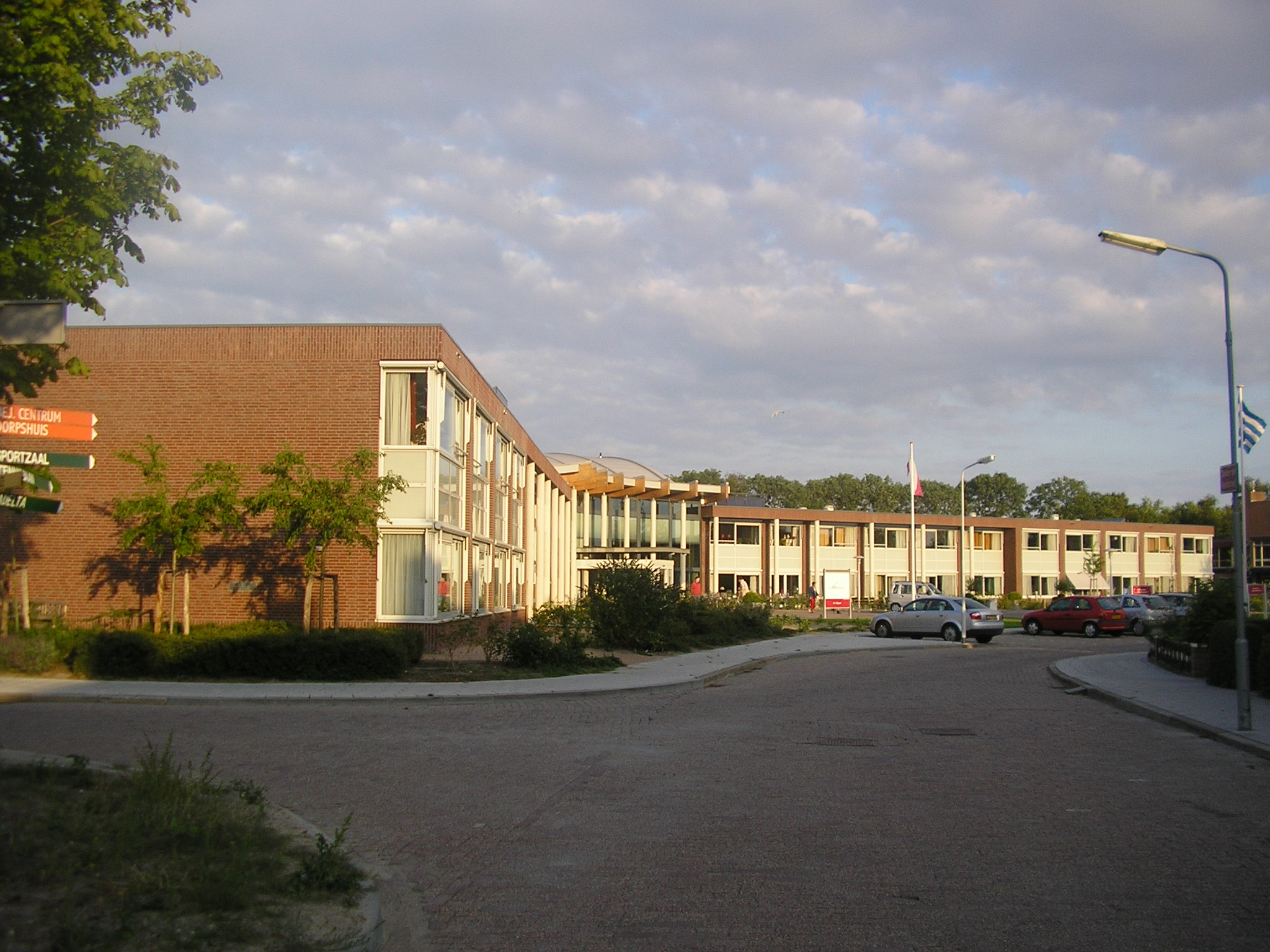
Christelijk Verzorgingstehuis In 't Opper, huidig gebouw uit 2004.
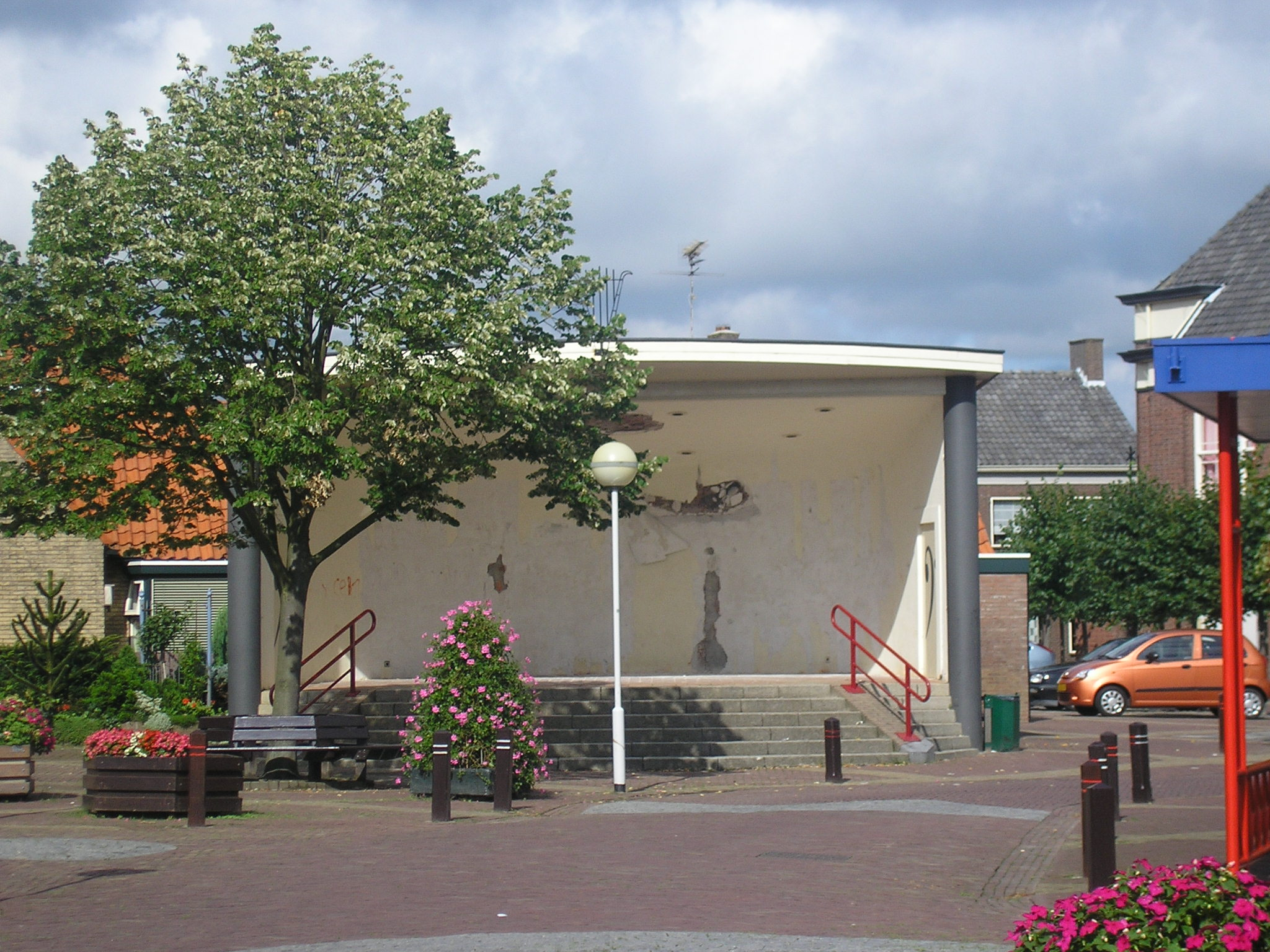
Muziektent.
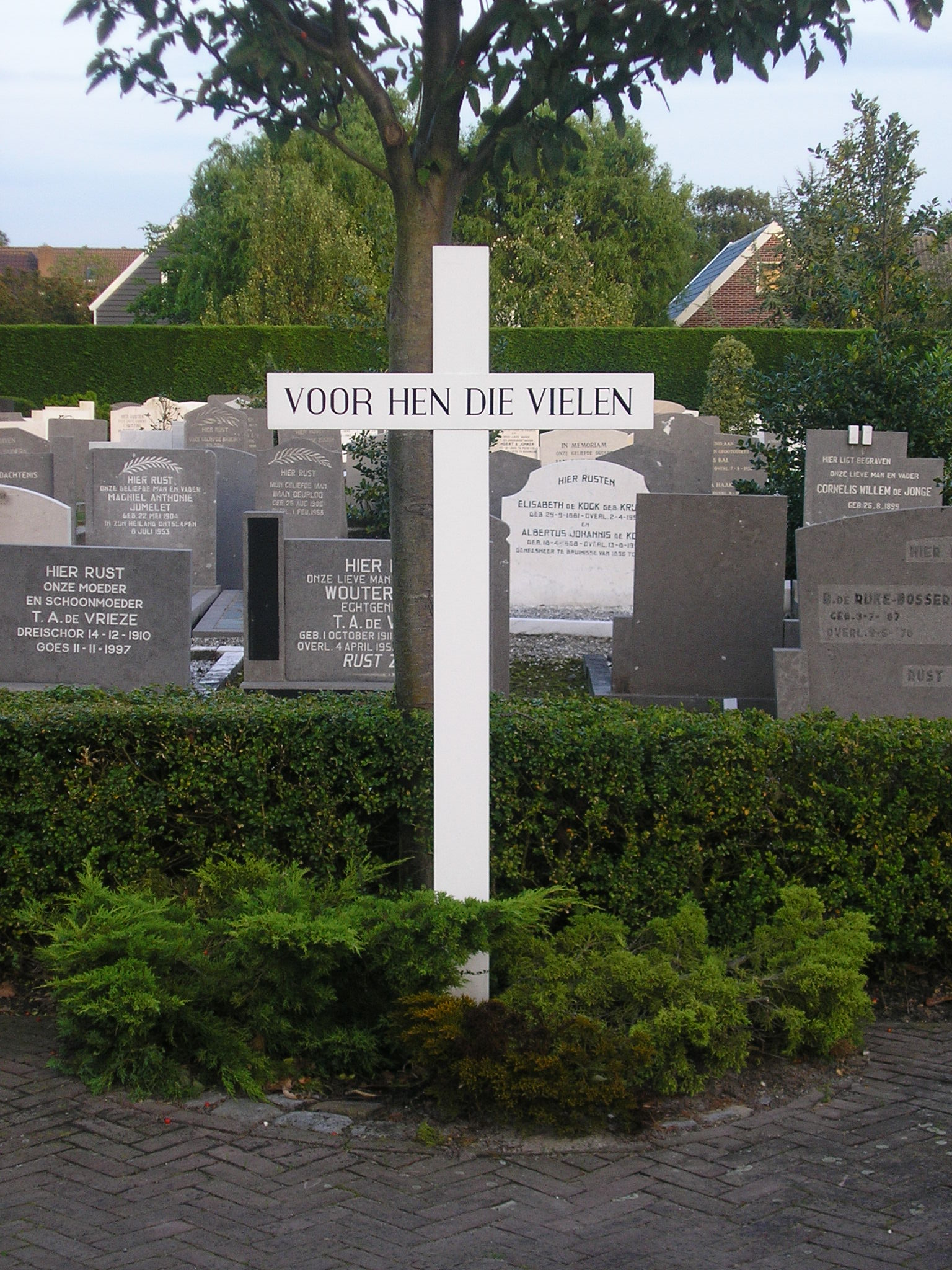
Herdenkingsmonument Tweede Wereldoorlog op begraafplaats.
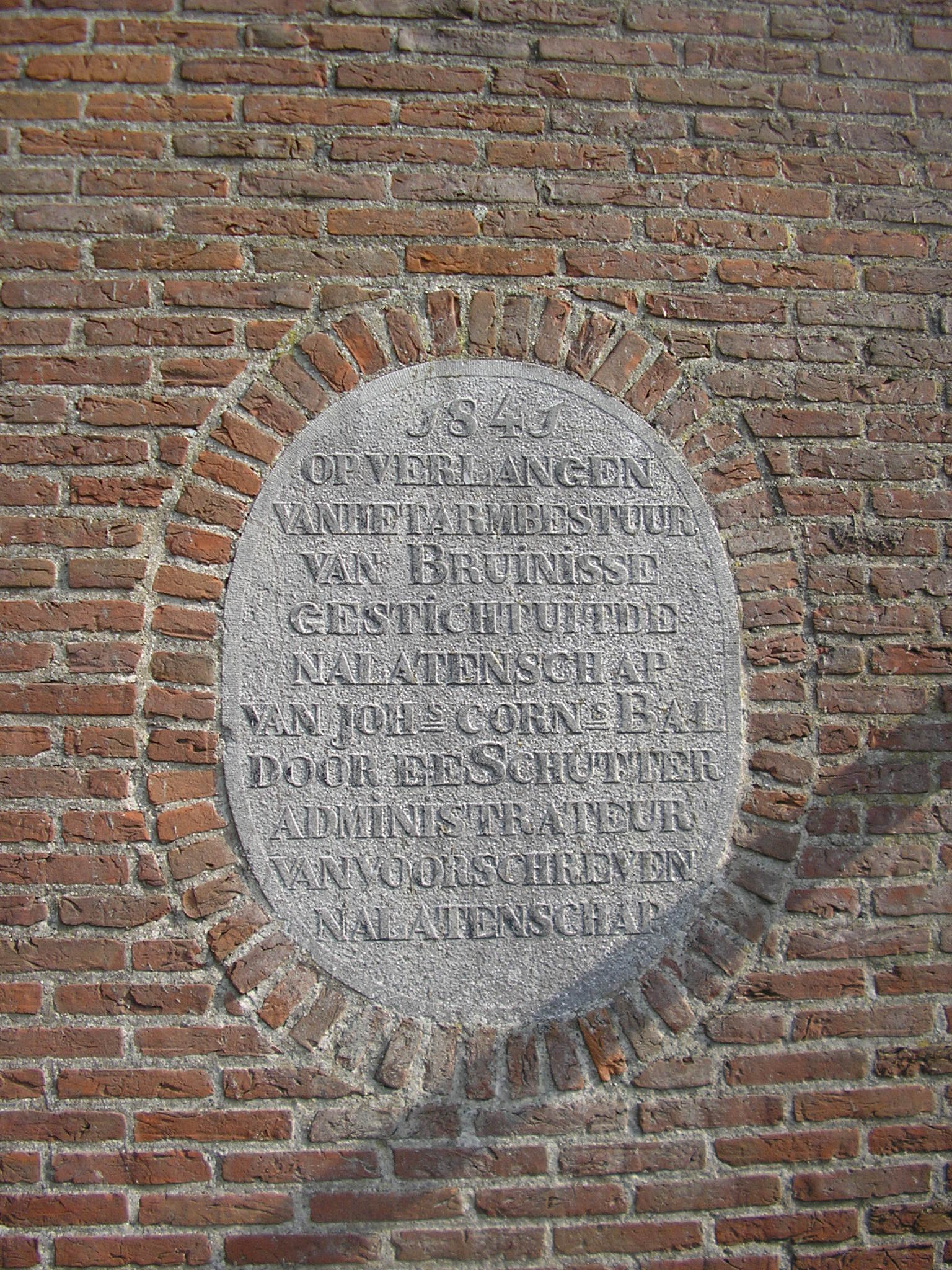
Bruinisse Prinses Wilhelminastraat. Herdenkingsmonument voormalig Gasthuis.
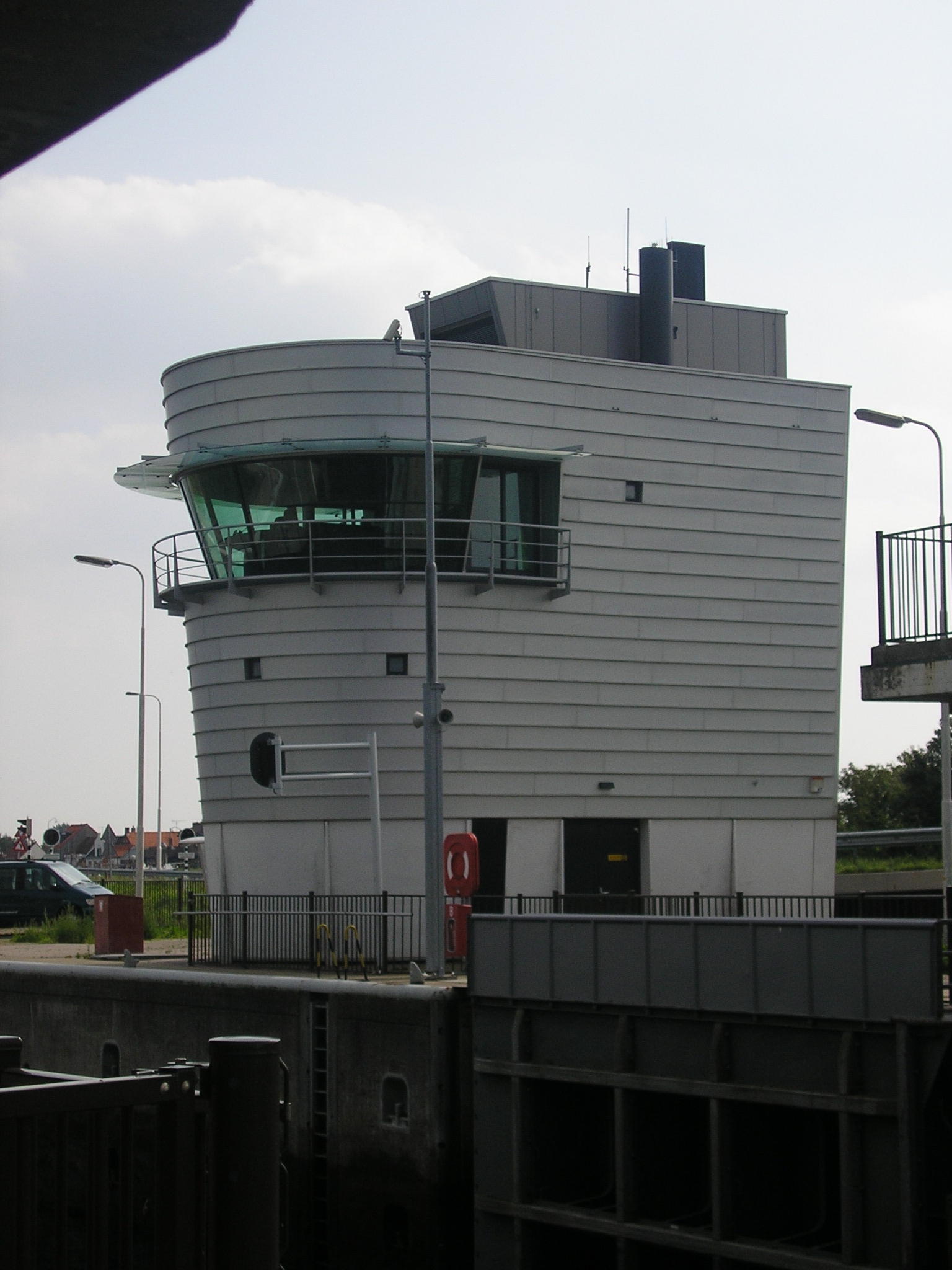
Sluiswachtershuis bij de Grevelingensluis; deze wordt nu niet meer gebruikt, tegenwoordig worden een aantal sluizen in Zeeland vanaf het Topshuis op het Neeltje Jans (Stormvloedkering) bediend.
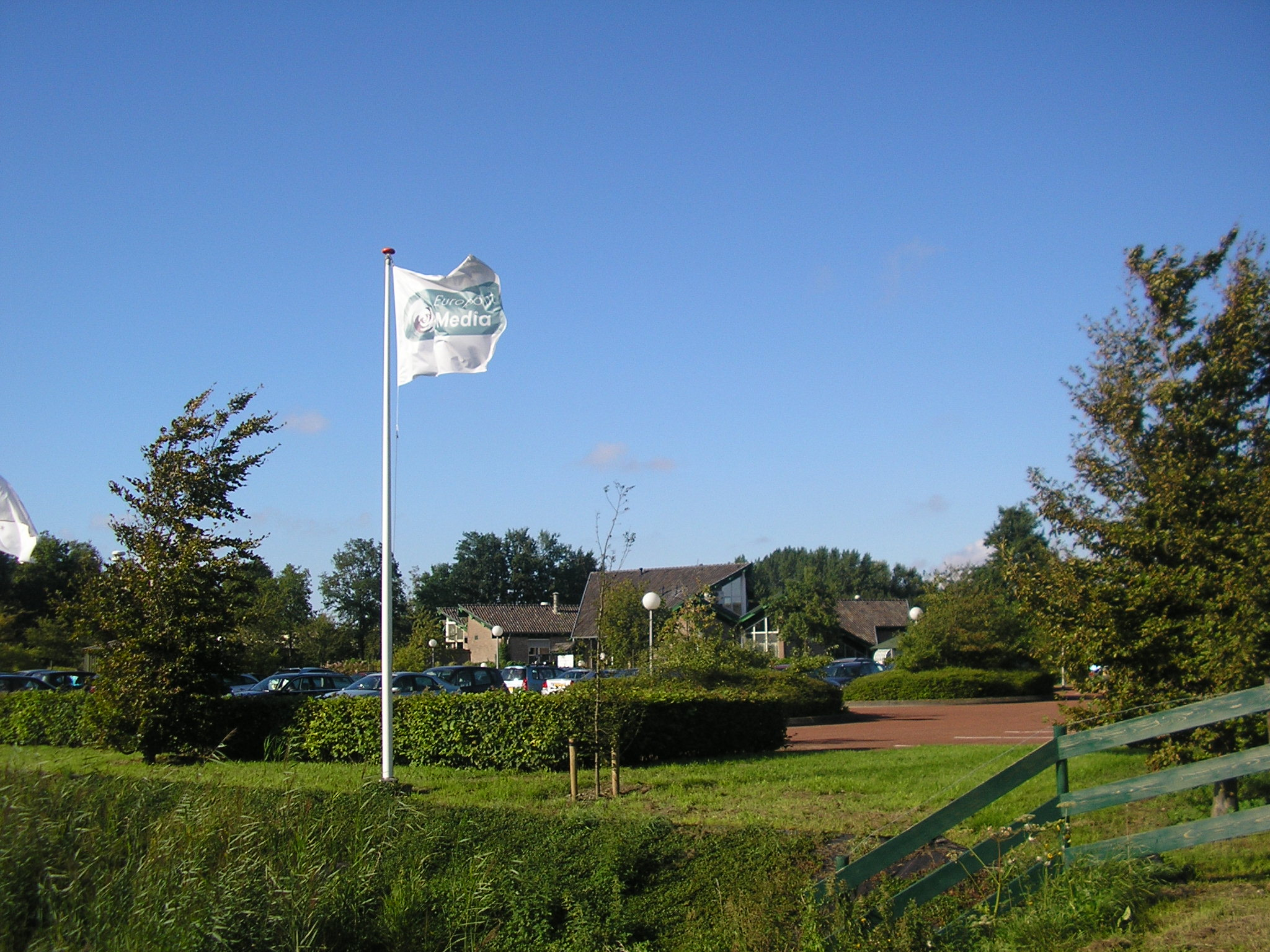
Golfclub Grevelingenhout.
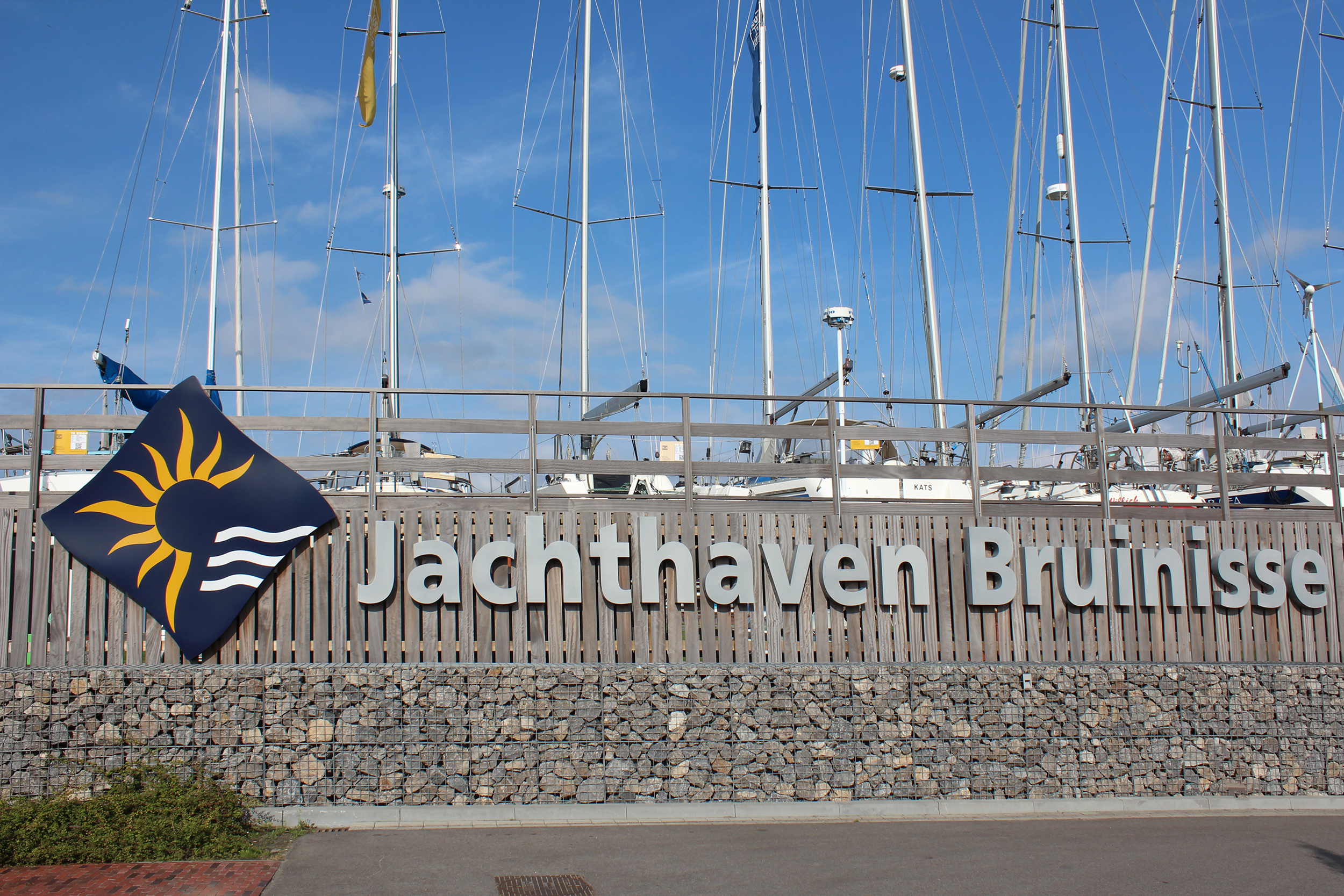
Jachthaven Bruinisse.